# 人生125歲說
人生125歲說是早稻田大學創辦人大隈重信倡導的人類壽命觀，認為人類的預期壽命可以達到125歲。

## 概要
他提出此觀點的起源有兩種說法，其一是某日他對來訪者發出「我要活到125歲」的豪語，其二是他在與野口英世對談後的想出來的。
對於125歲的論點基礎，依據生理學者永井潜的回想，當時有德國學者認為人類壽命可以達到生理成熟期年齡的五倍，若以25歲為生理成熟年齡，人類應該可以活到5倍的125歲。
不過大隈重信強調此觀點的重點並不在壽命長度，而是精神力。他表示「勇氣、叛逆、行動，有這三項精神再加上適當的養生法，就沒必要感嘆說人生只有五十年。」
大隈於1922年1月10日去世，享年83歲。據說他逝世前曾懊悔地說「如果我能早個30年理解人生125歲說就好了。」他中年接受這個理論之後身體力行，每天早上5點起床、晚上9點就寢，晚年戒掉了喜歡的飲酒和吸煙，83歲在當時的日本也稱得上長壽。

## 早稻田大學和「125」
大隈倡導的此理論通過大眾傳播媒體廣為人知，大隈創辦的早稻田大學也將「125」視為特殊的數字。
例如在建校45週年（1927年）竣工的大隈講堂，擁有125尺（約38米）高的塔樓，1963年（大隈誕辰125週年）、2007年（建校125週年）也舉行了紀念活動。販售紀念品與咖啡廳的複合商場稱為「Uni.Shop & Cafe 125」，從2008年開始實施的中長期發展計劃名稱為「早稻田Next 125」。

## 實際情況
有研究認為125歲是人類壽命的極限，但截至2022年，近現代尚未出現擁有無爭議紀錄而活到125歲的人。女性最長壽紀錄保持者珍妮·卡爾門享壽122歲又164天，男性最長壽紀錄保持者木村次郎右衛門享壽116歲又54天。